# Kräuterbach (Kropfbach)
Die Kräuterbach ist ein rechter Zufluss zum Kropfbach bei der Siedlung Buchenried der Gemeinde Ohlstadt im Landkreis Garmisch-Partenkirchen in Bayern.
Er entsteht im Schwabwassergraben unterhalb der Wankhütte, fließt weitgehend nordwestwärts, bevor er von rechts in den Kropfbach mündet.